# Distrito de Chodzież
Chodzież (polaco: powiat chodzieski) es un distrito (powiat) del voivodato de Gran Polonia (Polonia). Fue constituido el 1 de enero de 1999 como resultado de la reforma del gobierno local de Polonia aprobada el año anterior. Limita con otros cuatro distritos de Gran Polonia: al norte con Piła, al este con Wągrowiec, al sur con Oborniki y al oeste con Czarnków-Trzcianka; y está dividido en cinco municipios (gmina): uno urbano (Chodzież), dos urbano-rurales (Margonin y Szamocin) y dos rurales (Budzyń y Chodzież). En 2011, según la Oficina Central de Estadística polaca, el distrito tenía una superficie de 685,06 km² y una población de 47 519 habitantes.